# Atomosia tenuis
Atomosia tenuis là một loài ruồi trong họ Asilidae. Atomosia tenuis được Curran miêu tả năm 1930. Loài này phân bố ở vùng Tân nhiệt đới.